# Флеч
Флеч (енгл. Fletch), амерички је комедијски мистеријски трилер филм из 1985. у режији Мајкла Ричија.
Да би добио више података о трговини дрогом која се одвија на Венис Бичу, у Калифорнији, истраживачки новинар Ирвин Флечер се, док борави на плажи, прерушава у бескућника-наркомана. После неког времена, прилази му непознати тајкун, нудећи 50.000 долара да га Флеч убије.

## Радња
Овог лудака пријатељи једноставно зову Флеч, а он је велики мајстор прерушавања и природни камелеон. Његова новинарска истраживања су увек вртоглаве авантуре и невероватне авантуре.
Једног дана, док припрема чланак о трговини дрогом, Флеч, обучен као бескућник, одлази да прикупља информације. Али уместо информација, Флеч добија апсолутно невероватну понуду.
Извесни Алан Стенвик нуди лажном бескућнику да га убије за „скромну” награду од 50.000 долара. Нови купац каже Флечу да је неизлечиво болестан, да су му дани одбројани, али ако се Стенвику „помогне” да оде на онај свет, његова жена ће добити значајно осигурање.
Флечова професионална интуиција му одмах говори да овде нешто није у реду и он се хвата „мокрог” посла, још не слутећи какве га незгоде чекају!